# Титовская (Вологодская область)
Титовская — деревня в Верховажском районе Вологодской области.
Входит в состав Нижнекулойского сельского поселения, с точки зрения административно-территориального деления — в Нижнекулойский сельсовет.
Расстояние по автодороге до районного центра Верховажья — 36 км, до центра муниципального образования Урусовской — 8 км. Ближайшие населённые пункты — Бревновская, Игнатовская, Грихневская.
По переписи 2002 года население — 6 человек.